# Red-Headed Woman
Red-Headed Woman è un film statunitense del 1932 diretto da Jack Conway, basato sull'omonimo romanzo scritto da Katherine Brush.